# Турнограйская, Ясопина
Ясопина Турнограйская (9 июля 1833, Град-Турн — 1 июня 1854, Грац) — словенская писательница, поэт и композитор.

## Биография

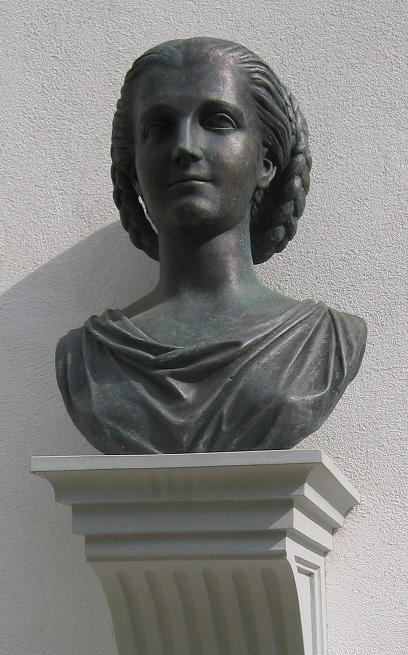
Бюст Ясопины Турнограйской у Града Турн.

Ясопина родилась в Граде Турн в тогдашней Австрийской империи, от названия которого она также получила свой псевдоним Турнограйская.
При отправке своего первый рассказ в редакцию литературного журнала Slovenska Bčela она объяснила выбор имени так:
«Славянские сыновья стремятся показать свою силу и достоинство. Почему славянские дочери могут не иметь такого же желания? Вот почему я решила попробовать написать что-то на своем собственном мягком языке, и я осмелилась отправить одну историю из моей коллекции и прошу Вас включить его в публикацию. Пусть мое имя будет Ясопина Турнограйская, так как мой дом — Град Турн.»
Она получила образование от репетиторов Града Турн, в частности, имела познания в музыке, религии, а также латыни и итальянском языке.
Она сама изучила французский. После 1849 её новый преподаватель обучил её древнегреческому, естественным наукам и истории, с особым акцентом на словенскую историю, а также историю славянских народов.
Это стало катализатором для пробуждения национального энтузиазма в Ясопине, которая решила стать писателем. В 1850 году она была обручена с Ловро Томаном, поэтом, который позже стал успешным адвокатом и влиятельным политиком.
Томан изучал право в Граце и во время их работы они активно переписывались. Более тысячи писем сохранились, некоторые включали до двадцати пяти страниц текста.
Письма вызывают интерес не только из-за того, что отражают отношения и чувства двух влюбленных, но и потому что они дают важное понимание повседневной жизни в середине 19-го века в словенских землях.
В 1853 году они поженились, и из-за работы Томана она переехала на постоянное жительство в Грац.
Ясопина умерла там через год после ряда осложнений, вызванных родами и корью. Ей было всего 20 лет.

## Работы
Рассказы
- Boris, Zora 1852
- Carigrajski Patriarh, Slovenec 1851
- Cesar v Ljubljani, 1850
- Domoljubje, 1850
- Donava, 1854
- Hoja iz Preddvora na Turn, 1850
- Izdajstvo in sprava, Slovenska bčela 1851
- Jelen, 1850
- Jesen, 1850
- Kakor bo božja volja, tako pa bo, 1850
- Katarina, ruska carica
- Lep izgled ljubezni do sovražnikov, 1850
- Marula,1851, Vodnikov spomenik 1859
- Moč vesti, 1851
- Na grobu Prešerna, 1851
- Nedolžnost in sila, Slovenska bčela 1851
- Nepoznani dvobojnik, 1851
- Nesrečen prepir, 1850
- Nikola Zrinji, največji slavjanski vojak, 1851
- Očetova kletev, 1850
- Petelin, 1850
- Poljski rodoljub, 1850
- Pomlad
- Popotnik, 1850
- Povračilo, 1850
- Razvaline Pustiga grada, 1850
- Rožmanova Lenčica, Zora 1852
- Slavljanski mučenik, Slovenska bčela 1851
- Sodba Bretislavova, 1850
- Spitignejev in udova, 1851
- Sprava, 1850
- Svatoboj puščavnik, Slovenska bčela 1851
- Svoboda, 1850
- Svobodoljubna Slavjanka, 1850
- Trdoslav, Zora 1852
- Vilica, 1851
- Vojvoda Ferdinand Brannšveigovski in francozki v vojski vjeti oficirji, 1850
- Zvestoba do smrti, Slovenska bčela 1851

Песни
- Zmiraj krasna je narava
- Noč na grobu
- Smereka

## Увековечивание памяти
- Культурное общество Ясопины Турнограйской(Kulturno društvo Josipine Turnograjske)
- Plaketa Josipine Turnograjske
- Улица Ясопины Турнограйской в Любляне(Ulica Josipine Turnograjske, Ljubljana)
- Улица Ясопины Турнограйской в Мариборе(Ulica Josipine Turnograjske, Maribor)